# Дзуарикау (Дзуарикауское сельское поселение)
Дзуарика́у (осет. Дзуарыхъæу) — село в Алагирском районе Республики Северная Осетия-Алания. Административный центр Дзуарикауского сельского поселения.

## Географическое положение
Село расположено по обоим берегам реки Фиагдон, у входа в Куртатинское ущелье. Находится в 18 км к востоку от районного центра Алагир и в 22 км к западу от Владикавказа. 

## История
В 2006 году началось строительство газопровода Дзуарикау — Цхинвал, связывающего Северную и Южную Осетию. Открыт 26 августа 2009 года.

## Население
| 2002 | 2010  | 2021  | 2025  |
| ---- | ----- | ----- | ----- |
| 1565 | ↗1697 | ↗1787 | ↗1797 |

## Русская православная церковь
- Церковь святого архистратига Михаила основана в 2002 году

## Известные уроженцы
- Братья Газдановы, погибшие во время Великой Отечественной войны. Им посвящён памятник, установленный в Дзуарикау.

## Топографические карты
- Лист карты K-38-29 Алагир. Масштаб: 1 : 100 000. Состояние местности на 1984 год. Издание 1988 г.